# خورخي فيديس
خورخي فيديس هو منافس ألعاب قوى برازيلي، ولد في 24 نوفمبر 1992 في ريو دي جانيرو في البرازيل.

## وصلات خارجية
- خورخي فيديس على موقع الاتحاد الدولي لألعاب القوى (الإنجليزية)
- خورخي فيديس على موقع الدوري الماسي (الإنجليزية)
- خورخي فيديس على موقع أوليمبيديا (الإنجليزية)
- خورخي فيديس على موقع اللجنة الأولمبية البرازيلية (البرتغالية)